# サームプラヤー
サームプラヤー（チャオ・サーム・プラヤー、Chao Sam Phraya、タイ語: เจ้าสามพระยา、ボーロマラーチャーティラート2世、Borommarachathirat II、タイ語: สมเด็จพระบรมราชาธิราชที่ 2、? - 1448年）は、タイのアユタヤ王朝の王の1人。父である王ナカリンタラーティラートが崩御した時、兄でありスパンブリーの国主であったアイプラヤーと、同じく兄でありプレークシーラーチャーの国主であったイープラヤーと王位を争ったが、上の兄2人が相討ちして死亡したのでサームプラヤーが王位に就くことになった。
後に、アンコール・トムを攻略し、クメールからクメール官吏を捕虜として連れて来た。それにより、バラモン教の文化面がアユタヤ王朝に入り込み、サックディナー制度と呼ばれる封建制度に似たシステムを導入したり、親である王が、子である国民と友好的な国作りをするというポークン思想に代わって、王は神であるとするバラモン的な神王思想を導入したり、宮中儀式をバラモン風に改めたりした。後に、この神王思想は王語を生み出したりもした。特にサックディナー制度はこれ以降、タイの王朝の基本的体制となる。この王の時代にスコータイ王朝は完全に、アユタヤ王朝の支配下に入った。